# Viksängskyrkan
Viksängskyrkan är en kyrkobyggnad i stadsdelen Viksäng i Västerås. Kyrkan tillhör sedan 2014 Viksängs församling och Västerås stift. Den byggdes ursprungligen 1912 som ett soldathem vid Västmanlands regemente i nationalromantisk stil. Mycket av kyrkans yttre har bevarats från den tiden, men insidan har förändrats i stor utsträckning i och med att det blev en stadsdelskyrka femtio år senare.

## Historia
I oktober 1906 flyttade Västmanlands regemente från Salbohed utanför Sala till det då helt nyuppförda kasernområdet i Viksäng. Till en början firades gudstjänster utomhus men snart bildades föreningen De värnpliktiges vänner för att samla ihop pengar till ett soldathem. Biskop Nils Lövgren var en av initiativtagarna. Grundstenen lades den 5 juli 1904 och biskopen invigde också den nya Soldatkyrkan 1912. Byggnaden ritades av arkitekt Arvid Grane och innehöll utöver kyrksal också bibliotek, läsrum och vaktmästarbostad.
Efter att regementet upplöstes och avvecklades den 31 december 1927, togs dess lokaler inklusive Soldatkyrkan över 1929 av den nybildade Första flygkåren. Det hade då blivit nedgånget och 1941 genomfördes en upprustning, ritad av Viktor Segerstedt, då man bland annat isolerade väggarna och satte in ny predikstol, nytt innertak och ljuskronor. Vid återinvigningen sa biskop John Cullberg att han hoppades att kyrkan också skulle kunna användas av de som bodde i närheten och andra som sökte sig ut i naturen intill, vid sidan av soldaterna.  Några år senare uppfördes klockstapeln, också den ritad av Victor Segerstedt, på initiativ och bekostnad av konsul Yngve Swenson.
I början av 1940-talet fick flygflottiljen sällskap av Flygvapnets centrala skolor (FCS) i det gamla kasernområdet i Viksäng. Flottiljen flyttade 1944 till Hässlö, medan FCS stannade på platsen till 1961, då skolan upplöses och den ingående verksamheten till Halmstad. Därmed kom Soldatkyrkan att användas allt mindre, även om man fortfarande höll regelbundna gudstjänster. Västerås domkyrkoförsamling tog över ansvaret för kyrkan och hade planer på att flytta den till Malmaberg, men i och med att stora delar av det gamla kasernområdet revs och ersattes med en stadsdel med flera tusen invånare fick kyrkan vara kvar.
En radikal ombyggnad av kyrkorummet genomfördes 1965 under ledning av arkitekt Vilhelm Alnefelt till en kostnad av 225 000 kronor. Biskop Sven Silén återinvigde kyrkan 1965, nu med det nya namnet Viksängskyrkan. I stort sett alla militära inslag avlägsnades och man bytte ut predikstol, bänkar och altare, klädde innertak och stolpar med furupanel och satte in nya lampor. Kyrkans yttre bevarades till stor del.1975 flyttade man altaret till kyrkorummets mitt, för att betona Kristus närvaro mitt i församlingen.

## Kyrkobyggnaden
Kyrkan är byggd i L-form av reveterat trä och putsad i en gulvit nyans. I den nord-sydliga armen finns kyrkorummet och i den andra finns expeditionslokaler. På det plåttäckta sadeltaket finns en takryttare. Vid koret i söder är en femkantig absid utbyggd. Det finns två portar, båda mot norr, med farstukvist, som liksom takets breda vindskivor har inspirerats av fornnordiska former. Tillsammans med övriga snickerier är de målade i brunt. Norr om kyrkan står en spånklädd klockstapel från 1946 och direkt åt väster finns församlingslokalerna i Arken, som byggdes 1973 och utökades 1997.
Kyrkorummet har vita väggar, bortsett från absiden som går i grönt, och det tresidigt brutna taket är klätt i furupanel. Av furu är också bänkar, orgel och altare, som ovanligt är placerat i mitten av kyrkorummet. Predikstolen är en flyttbar ambo.

## Inventarier
- I kyrkan finns en medeltida altartavla skapad av konstnären Francesco Raibolini (1450-1517). Den föreställer Kristus på korset, omgiven av Jungfru Maria, Johannes och Maria Magdalena[2] och skänktes till kyrkan av Domförsamlingen. Från början var den bara tänkt att fungera provisoriskt i väntan på en träskulptur som altarprydnad.[3]
- Dopfunten av koppar är tillverkad av Svenska Metallverken, som då fanns i Kopparlunden i närheten av kyrkan.[1]
- Till återinvigningen 1965 fick kyrkan nytt nattvardssilver, tillverkat av Wiwen Nilsson.[3]
- I kyrkan hänger åtta bildvävnader som symboliserar varsin del av kyrkoåret, skapade av Svea och Daniel Lindholm.[2]
- Framför altaret finns en altarmatta, Himmel och jord, gjord av Lena Hultman.
- I klockstapeln hänger en 155 kg tung kyrkklocka från 1946, gjuten av K G Bergholtz. Dess inskription lyder: ”Ring in gudstjänsttid, sjung in arbetstid, bed in hjärtetid. Gåva till Soldatkyrkan av Knut Yngve Swenson och hans hustru F. Block. Invigd till heligt bruk A.D. 1946, då John Cullberg var biskop, Ernst Enochsson domprost och Simon Forshem militärpastor i Västerås.”[4]
- Orgeln från 1967 har 13 stämmor och är tillverkad av Grönlunds Orgelbyggeri. Dess fasad är ritad av arkitekt Wilhelm Alnefeldt.[1]

Orgelns disposition:
| Huvudverk (I) C-g3 | Svällverk (II) C-g3 | Pedalverk (P) C-f1 | Koppel |
| Rörflöjt 8'        | Gedackt 8'          | Subbas 16'         | I/P    |
| Principal 4'       | Rörflöjt 4'         | Gedacktpommer 8'   | II/P   |
| Spetsflöjt 4'      | Principal 2'        | Kvintadena 4'      | II/I   |
| Waldflöjt 2'       | Nasat 1 1⁄3'        |                    |        |
| Mixtur 3 chor      | Krumhorn 8'         |                    |        |
|                    | Tremulant           |                    |        |